# Roberto Gabbiani
Roberto Gabbiani (Prato, 1947) è un direttore di coro italiano.

## Biografia
Proveniente da una famiglia di musicisti, si è diplomato in pianoforte e composizione presso il conservatorio "Luigi Cherubini" di Firenze.
Collabora al Teatro comunale di Firenze, allora sotto la guida artistica di Riccardo Muti e nel 1974 viene nominato maestro del coro del Maggio Musicale Fiorentino; nella direzione del coro e dell'orchestra della manifestazione ha condotto prime esecuzioni mondiali di Aldo Clementi, Luciano Berio, Luigi Nono, Goffredo Petrassi.
Dal 1990 al 2002 è stato chiamato da Riccardo Muti alla direzione del coro del Teatro alla Scala di Milano e con l'introduzione di una commissione annuale di una composizione corale, ha avuto occasione di dirigere le prime mondiali di composizioni di Azio Corghi, Fabio Vacchi, Adriano Guarnieri.
Nell'ambito della ricerca musicale ha riscoperto diverse opere del Cinquecento e Seicento italiano.
Alla fine degli anni novanta ha collaborato con l'Accademia di Santa Cecilia di Roma diretta da Chung Myung-whun, mentre dal 2000 collabora con il coro di Radio France.
Nel 2002 Luciano Berio lo nomina direttore del coro dell'Accademia di Santa Cecilia, carica che mantiene fino al 2006 con progetti rivolti alla valorizzazione e alla scoperta di musiche polifoniche. Dal 2008 al 2010 è stato direttore del coro del Teatro Regio di Torino e dal 2010 al 2022 è direttore del coro del Teatro dell'Opera di Roma.
Dopo aver collaborato, nel 2023, con la Fondazione Arena di Verona per il 100° Opera Festival 2023, nel settembre 2023 è stato nominato maestro del Coro della stessa istituzione fino alla fine del 2027.
Ha diretto presso il Nomori Festival di Tokio opere di Verdi e Rossini.
Ha contribuito alla formazione dell'ensemble vocale "Giacinto Scelsi", dedicato alla ricerca nel campo della musica contemporanea.